# Alexandr Smirnov
Alexandr Víktorovich Smirnov –en ruso, Александр Викторович Смирнов– (Tver, URSS, 11 de octubre de 1984) es un deportista ruso que compitió en patinaje artístico, en la modalidad de parejas.
Ganó dos medallas de bronce en el Campeonato Mundial de Patinaje Artístico sobre Hielo, en los años 2009 y 2010, y cinco medallas en el Campeonato Europeo de Patinaje Artístico sobre Hielo entre los años 2008 y2015.
Participó en los Juegos Olímpicos de Vancouver 2010, ocupando el cuarto lugar en la prueba de parejas.

## Palmarés internacional
| Campeonato Mundial | Campeonato Mundial           | Campeonato Mundial | Campeonato Mundial |
| Año                | Lugar                        | Medalla            | Categoría          |
| ------------------ | ---------------------------- | ------------------ | ------------------ |
| 2009               | Los Ángeles (Estados Unidos) | Medalla de bronce  | Parejas            |
| 2010               | Turín (Italia)               | Medalla de bronce  | Parejas            |
| Campeonato Europeo |                              |                    |                    |
| Año                | Lugar                        | Medalla            | Categoría          |
| 2008               | Zagreb (Croacia)             | Medalla de bronce  | Parejas            |
| 2009               | Helsinki (Finlandia)         | Medalla de plata   | Parejas            |
| 2010               | Tallin (Estonia)             | Medalla de oro     | Parejas            |
| 2011               | Berna (Suiza)                | Medalla de plata   | Parejas            |
| 2015               | Estocolmo (Suecia)           | Medalla de oro     | Parejas            |